# 2Tm2,3 (album)
2Tm2,3 – drugi album studyjny polskiej supergrupy 2Tm2,3 wydany 6 września 1999 roku nakładem oficyny Metal Mind Productions.
Album nagrano i miksowano w Studio Psalm Warszawa w okresie od listopada 1998 do marca 1999 roku. Nagrywał i miksował Edward Sosulski. Mastering wykonał Grzegorz Piwkowski w High-End Audio. Charakteryzuje się ostrym rockowo metalowym brzmieniem, niekiedy przeplatanym lub uzupełnianym instrumentami takimi jak flet. Na krążku można znaleźć też utwory w stylu reggae i przywodzące na myśl chór Gregorian. Album promował singel "Psalm 13". Tytuł na okładce płyty zapisany jest literami hebrajskimi (które w tym systemie funkcjonują jako cyfry).
Z niejasnych przyczyn i wbrew intencjom zespołu w prasie muzycznej płycie nadawany jest tytuł "Amen".
Grupa otrzymała za płytę nagrodę Fryderyk 1999 w kategorii Album roku – hard & heavy.

## Lista utworów
1. "Shema Israel Adonai Elohenu Adonai Ehad" – 5:01
2. "II Pieśń Sługi Pańskiego" – 4:53
3. "Psalm 13" – 4:02
4. "Shlom Lech Mariam" – 5:39
5. "Jahwe tyś Bogiem mym" – 5:00
6. "Psalm 34" – 4:36
7. "Psalm 103" – 4:12
8. "Psalm 18" – 4:41
9. "IV Pieśń Sługi Pańskiego" – 3:39
10. "Bądź wola Twoja" – 1:25
11. "Amen" – 3:38
12. "Kim jest ta" – 5:25
13. "Stabat Mater" – 4:05
14. "Z tą samą miłością, w tym samym duchu" – 4:03
15. "Psalm 51" – 10:17

## Twórcy
- Robert "Lica" Friedrich – gitary, głos, dżamby
- Dariusz "Maleo" Malejonek – głos, gitara, konga
- Tomasz "Budzy" Budzyński – głos
- Marcin Pospieszalski – gitara basowa, kontrabas, smyczki, wurlitzer, konga
- Angelika Korszyńska-Górny – głos
- Piotr "Stopa" Żyżelewicz – perkusja, instrumenty perkusyjne
- Beata Polak – perkusja, sabar
- Maciej "Ślimak" Starosta – perkusja, bongosy
- Krzysztof "Dr Kmieta" Kmiecik – gitara basowa
- Robert "Drężmak" Drężek – gitary
- Paweł Klimczak – gitary
- Tomasz Goehs – perkusja
- Joszko Broda – drumla, klarnetosz, fujarki, piszczałki, dudy, fujara sałaśnikowa
- Tomasz Bielecki – harmonijka
- Michał Pruszkowski – trąbka
- Michał Kulenty – saksofon
- Mateusz "Colesław" Miłosiński – didgeridoo
- Monika Krajewska – grafiki we wkładce do płyty[7]